# Gerardus van Asch
Gerardus Johannus van Asch (Soerabaja, 5 oktober 1922 - Helensvale, Queensland 2013) was Engelandvaarder, die de oorlog overleefde.
Toen de Tweede Wereldoorlog uitbrak was Van Asch student aan de Hogere Zeevaartschool in Utrecht.

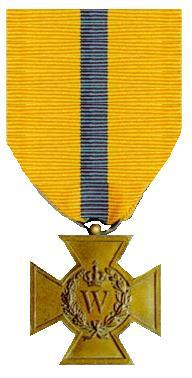
Bronzen Kruis

Van Asch heeft op 20 november 1941 met een groep van acht anderen de oversteek naar Engeland gewaagd. Zijn medepassagiers waren Jan Bastiaan, Adriaan van der Craats, Theodorus Daalhuyzen, Johannes Jansen, Walrave van Krimpen, Ton Loontjens en Abraham en Greta Levi uit Assen. Per trein reisde hij van Utrecht naar Rotterdam, waar hij overstapte naar Hoek van Holland. Daar wachtte Van Krimpen de groep op. Hij was vooruit gereisd om een motorvlet van de Zuid-Hollandsche Redding Maatschappij (ZHRM) te regelen.
Zij slaagden erin op donderdag 20 november vanuit de Berghaven in Hoek van Holland te ontsnappen. Op zee ontdekten ze dat de bougies verwijderd waren, zodat de motor niet kon starten. Na lang zoeken bleek echter dat de bougies aan boord verstopt waren, zodat de motor hersteld kon worden. Alle negen opvarenden werden zeeziek, en na de eerste dag was er geen drinkwater meer.
Er ontstond mist waardoor het bootje verdwaalde. Toen ook de benzine opraakte maakten ze een zeiltje, waarmee ze na 68 uur op zondag 23 november, zwaaiend met drie Nederlandse vlaggen, bij Reculver (Isle of Thanet) in het graafschap Kent aan wal kwamen. Ze werden ontvangen door Charles Setterfield, inspecteur van de politie. De Engelandvaarders werden naar Londen doorgestuurd om ondervraagd te worden. Daarna werden ze door koningin Wilhelmina uitgenodigd en ontvingen ze het Bronzen Kruis. Van Asch werd daarna leerling-vlieger.

## Na de oorlog
In 1947 is Van Asch te Amsterdam getrouwd; het echtpaar is vervolgens naar Australië geëmigreerd.

## Onderscheiding
- Bronzen Kruis, KB 30-04-1942 No. 5[8]